# 达尔辛格萨赖
达尔辛格萨赖（Dalsinghsarai），是印度比哈尔邦Samastipur县的一个城镇。总人口20181（2001年）。

## 人口
该地2001年总人口20181人，其中男性10654人，女性9527人；0—6岁人口3297人，其中男1746人，女1551人；识字率60.24%，其中男性为68.62%，女性为50.87%。